# Kansas Speedway

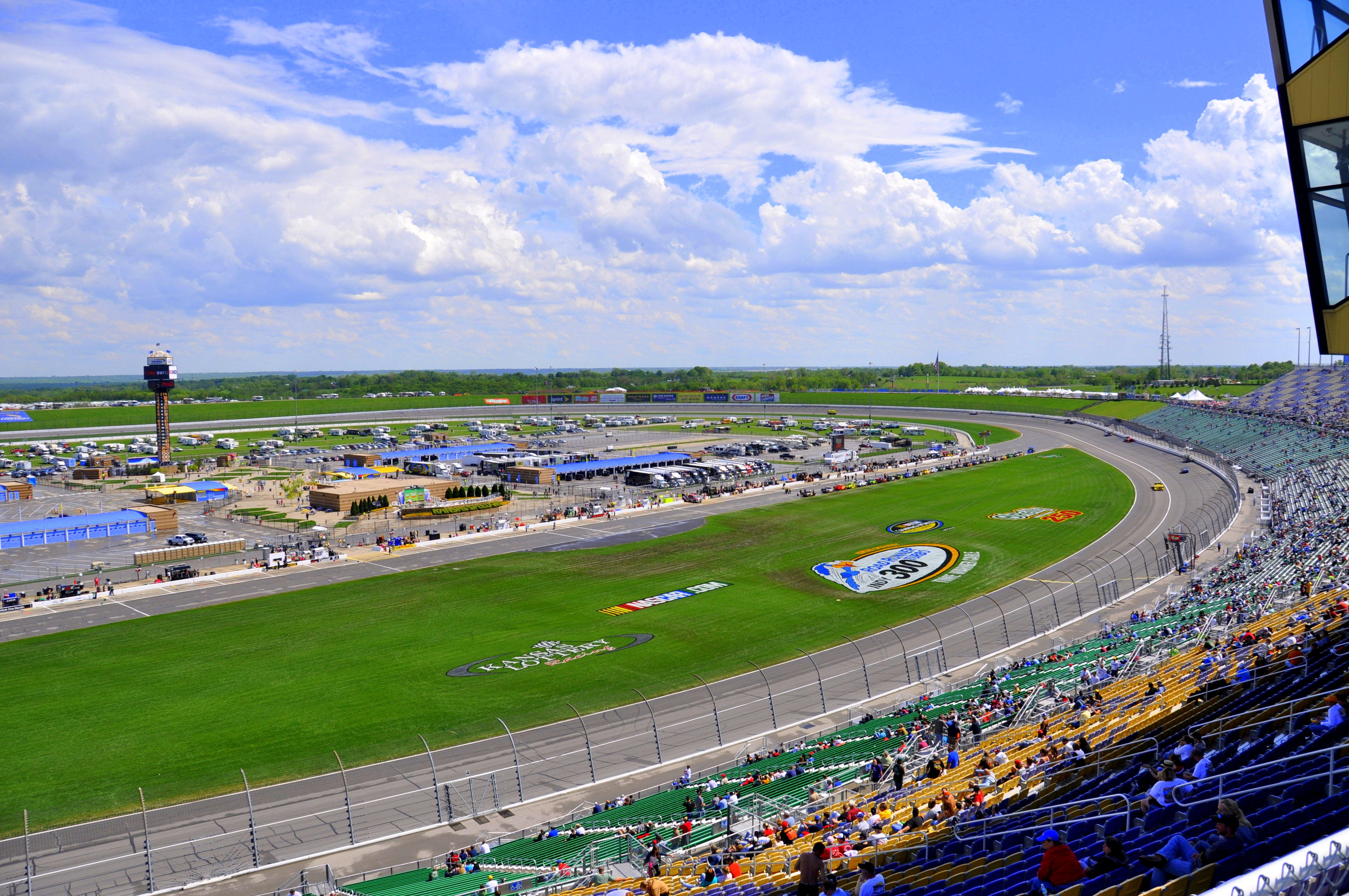
Recta principal y curva 1 de Kansas

Kansas Speedway es un óvalo situado 20 km al oeste de la ciudad de Kansas City, Kansas, Estados Unidos, al lado de Village West. Mide 1,50 millas (2.414 metros) de extensión, y desde su inauguración ha sido sede de carreras de los principales campeonatos estadounidenses de automovilismo en óvalos.
La NASCAR Cup Series y la NASCAR Xfinity Series corren allí a fines de septiembre o principios de octubre, en concreto una carrera de 400 millas (640 km) y 300 millas (480 km) respectivamente. Hasta 2006, la IndyCar Series y la NASCAR Truck Series disputaron la primera semana de julio una carrera de 300 millas (480 km) y de 250 millas (400 km) respectivamente. Para evitar el caluroso y húmedo verano del Medio Oeste, esa carrera se trasladó para 2007 a fines de abril o principios de mayo. La Indy Lights corrió junto con la Truck Series y la IndyCar entre 2001 y 2004, y luego nuevamente en 2008 y 2009. La IndyCar visitó Kansas por última vez en 2010. La NASCAR Cup Series corren desde 2011 una segunda carrera en junio, con la NASCAR Truck Series como telonera.
Originalmente, el óvalo tenía un peralte de 15 grados en las curvas. A mediados de 2012 se reconstruyó la pista y se colocó peralte progresivo de 17 a 20 grados.

## Récords de vuelta
- NASCAR Cup Series: Kevin Harvick, 9 de mayo de 2014, 27,741 s, 194,658 mph (313,272 km/h).
- NASCAR Xfinity Series: Joey Logano, 20 de octubre de 2012, 29,522 s, 182,914 mph (294,372 km/h).
- NASCAR Truck Series: Kyle Busch, 9 de mayo de 2014, 30,181 s, 178,921nbsp;mph (287,945 km/h).
- IndyCar Series: Tomas Scheckter, 7 de julio de 2003, 220,226 mph (354,344 km/h).

## Ganadores

### NASCAR
| Año  | Cup Series (otoño) | Cup Series (otoño) | Cup Series (primavera) | Cup Series (primavera) | Xfinity Series      | Xfinity Series | Truck Series   | Truck Series |
| Año  | Piloto             | Marca              | Piloto                 | Marca                  | Piloto              | Marca          | Piloto         | Marca        |
| ---- | ------------------ | ------------------ | ---------------------- | ---------------------- | ------------------- | -------------- | -------------- | ------------ |
| 2001 | -                  | -                  | Jeff Gordon            | Chevrolet              | Jeff Green          | Ford           | Ricky Hendrick | Chevrolet    |
| 2002 | -                  | -                  | Jeff Gordon            | Chevrolet              | Jeff Burton         | Ford           | Mike Bliss     | Chevrolet    |
| 2003 | -                  | -                  | Ryan Newman            | Dodge                  | David Green         | Pontiac        | Jon Wood       | Ford         |
| 2004 | -                  | -                  | Joe Nemechek           | Chevrolet              | Joe Nemechek        | Chevrolet      | Carl Edwards   | Ford         |
| 2005 | -                  | -                  | Mark Martin            | Ford                   | Kasey Kahne         | Dodge          | Todd Bodine    | Toyota       |
| 2006 | -                  | -                  | Tony Stewart           | Chevrolet              | Kevin Harvick       | Chevrolet      | Terry Cook     | Ford         |
| 2007 | -                  | -                  | Greg Biffle            | Ford                   | Kyle Busch          | Chevrolet      | Erik Darnell   | Ford         |
| 2008 | -                  | -                  | Jimmie Johnson         | Chevrolet              | Denny Hamlin        | Toyota         | Ron Hornaday   | Chevrolet    |
| 2009 | -                  | -                  | Tony Stewart           | Chevrolet              | Joey Logano         | Toyota         | Mike Skinner   | Toyota       |
| 2010 | -                  | -                  | Greg Biffle            | Ford                   | Joey Logano         | Toyota         | Johnny Sauter  | Chevrolet    |
| 2011 | Brad Keselowski    | Dodge              | Jimmie Johnson         | Chevrolet              | Brad Keselowski     | Dodge          | Clint Bowyer   | Chevrolet    |
| 2012 | Denny Hamlin       | Toyota             | Matt Kenseth           | Ford                   | Ricky Stenhouse Jr. | Ford           | James Buescher | Chevrolet    |
| 2013 | Matt Kenseth       | Toyota             | Kevin Harvick          | Chevrolet              | Matt Kenseth        | Toyota         | Matt Crafton   | Toyota       |
| 2014 | Jeff Gordon        | Chevrolet          | Joey Logano            | Ford                   | Kyle Busch          | Toyota         | Kyle Busch     | Toyota       |
| 2015 | Jimmie Johnson     | Chevrolet          | Joey Logano            | Ford                   | Kyle Busch          | Toyota         | Matt Crafton   | Toyota       |
| 2016 | Kyle Busch         | Toyota             | Kevin Harvick          | Chevrolet              | Kyle Busch          | Toyota         | William Byron  | Toyota       |
| 2017 | Martin Truex Jr.   | Toyota             | Martin Truex Jr.       | Toyota                 | Christopher Bell    | Toyota         | Kyle Busch     | Toyota       |
| 2018 | Kevin Harvick      | Ford               | -                      | -                      | -                   | -              | Noah Gragson   | Toyota       |

### IndyCar Series
| Año  | Piloto          | Automóvil         | Equipo          |
| ---- | --------------- | ----------------- | --------------- |
| 2001 | Eddie Cheever   | Dallara Infiniti  | Cheever         |
| 2002 | Airton Daré     | Dallara Chevrolet | Foyt            |
| 2003 | Bryan Herta     | Dallara Honda     | Andretti Green  |
| 2004 | Buddy Rice      | G-Force Honda     | Rahal Letterman |
| 2005 | Tony Kanaan     | Dallara Honda     | Andretti Green  |
| 2006 | Sam Hornish Jr. | Dallara Honda     | Penske          |
| 2007 | Dan Wheldon     | Dallara Honda     | Ganassi         |
| 2008 | Dan Wheldon     | Dallara Honda     | Ganassi         |
| 2009 | Scott Dixon     | Dallara Honda     | Ganassi         |
| 2010 | Scott Dixon     | Dallara Honda     | Ganassi         |

### Indy Lights
| Año  | Piloto             |
| ---- | ------------------ |
| 2001 | Kristian Kolby     |
| 2002 | A.J. Foyt IV       |
| 2003 | Mark Taylor        |
| 2004 | Thiago Medeiros    |
| 2008 | J.R. Hildebrand    |
| 2009 | Sebastián Saavedra |